# Le burle di Furbicchio ai maghi
Le burle di Furbicchio ai maghi è una storia a fumetti disegnata da Filiberto Scarpelli e pubblicata dalla Casa Editrice Imperia nel 1924 come quarto volume della collana Raccolta Gaia; è ritenuto il primo albo a fumetti pubblicato in Italia.